# ریمور، ساسکاچوان
ریمور، ساسکاچوان (به انگلیسی: Raymore, Saskatchewan) یک منطقهٔ مسکونی در کانادا است که در ساسکاچوان واقع شده‌است. ریمور ۲٫۷۵ کیلومتر مربع مساحت و ۵۶۸ نفر جمعیت دارد و ۶۱۹ متر بالاتر از سطح دریا واقع شده‌است.